# Hirzenhain
Hirzenhain este o comună din districtul Wetteraukreis, landul Hessa, Germania. Se află 50 de km nord-est de Frankfurt pe Main și 50 km sud-vest de Fulda.

## Geografie

### Comune vecinate
Hirzenhain este delimitat în nord de orașul Schotten (districtul Vogelsbergkreis), în est de orașul Gedern, în sud de orașul Ortenberg și în vest de orașul Nidda (toți se află la fel ca Hirzenhain în districtul Wetteraukreis).

### Subdiviziune
Comuna Hirzenhain este subîmpărțită în trei sate: Glashütten, Hirzenhain și Merkenfritz. Satului Glashütten aparțin și satele Streithain și Igelhausen.

## Istorie

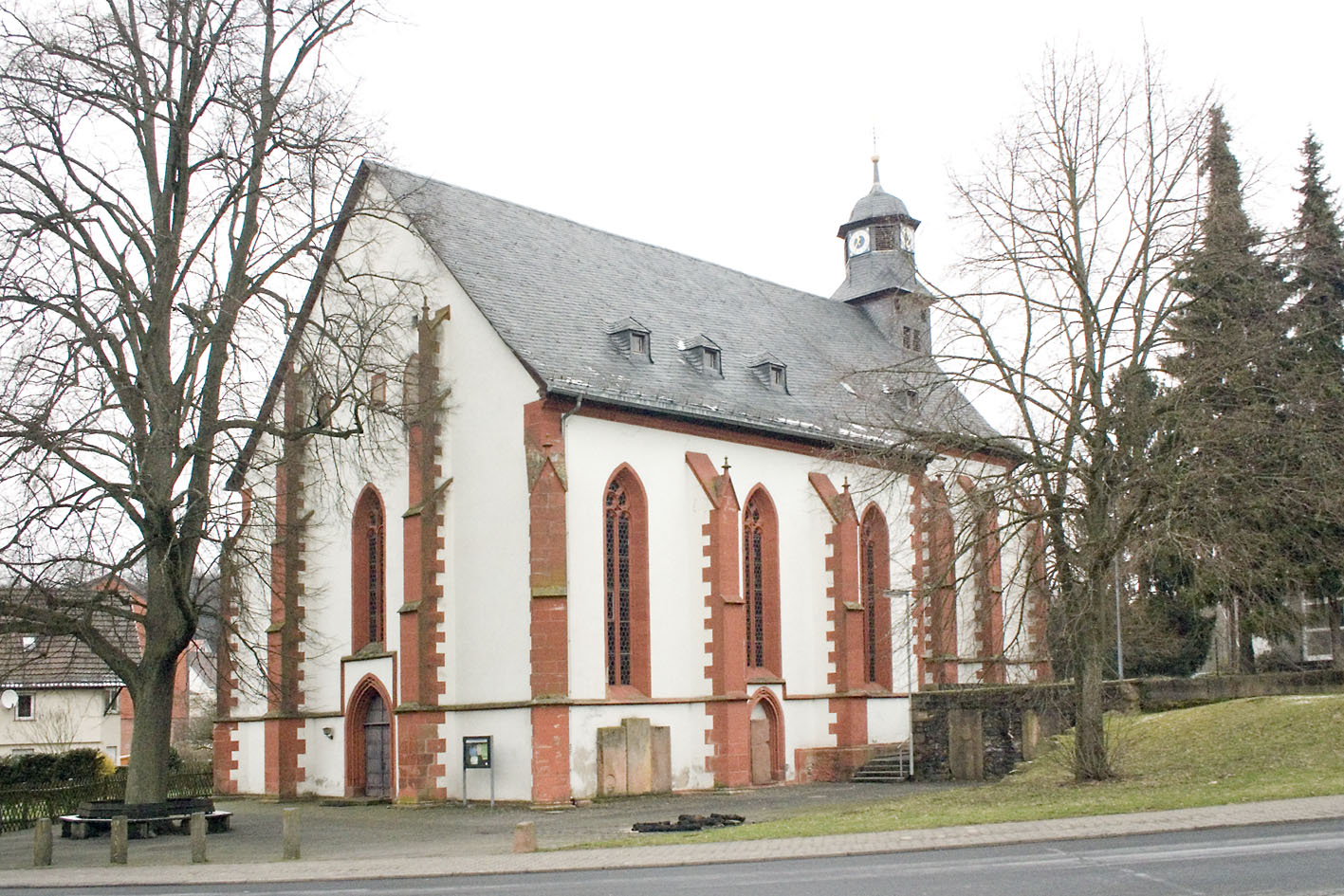
Biserica evanghelică. Din 1439-1534 a fost aici mănăstirea Sf. Maria lui ordinul augustin.

- Hirzenhain a fost documentat pentru prima oară în anul 1272 d. Hr., Merkenfritz în 1280.[2]
- Existența satului Glashütten a fost documentat pentru prima oară în anul 1450 d. Hr. Satele Straithain și Igelhausen sunt mai veche (1187, respectiv 1287).
- Comuna "Hirzenhain" s-a format în 1972 prin o reformă rurală în landul Hessa. Cu doar 2.837 de locuitori (31.12.2010) Hirzenhain are doar doi locuitori mai mult decât Kefenrod, care este cea mai mică comună din Wetteraukreis.

## Politică

### Alegeri comunale
Rezultatul alegerilor comunale de la 27. martie 2011:, 
| Partid                      | Partid                                      | % 2011 | Consilieri 2011 | % 2006 | Consilieri 2006 | % 2001 | Consilieri 2001 |
| SPD                         | Sozialdemokratische Partei Deutschlands     | 45,4   | 7               | 52,2   | 8               | 61,1   | 14              |
| CDU                         | Christlich Demokratische Union Deutschlands | 31,4   | 5               | 42,0   | 6               | 31,0   | 7               |
| UWG                         | Unabhängige Wählergemeinschaft              | 23,2   | 3               | —      | —               | —      | —               |
| NPD                         | Nationaldemokratische Partei Deutschlands   | —      | —               | 5,8    | 1               | —      | —               |
| HWI                         | Hirzenhainer Wählerinitiative               | —      | —               | —      | —               | 7,9    | 2               |
| Total                       | Total                                       | 100,0  | 15              | 100,0  | 15              | 100,0  | 15              |
| Participare la alegeri în % | Participare la alegeri în %                 | 45,5   | 45,5            | 49,6   | 49,6            | 56,4   | 56,4            |

### Primar
Rezultatele alegerilor de primar în Hirzenhain:
| An                          | Candidat                    | Partid      | Rezultat în % |
| 2008(1)                     | Elfriede Pfannkuche         | SPD         | 47,7          |
| 2008(1)                     | Freddy Arthur Kammer        | Independent | 52,3          |
| Participare la alegeri în % | Participare la alegeri în % | 62,3        | 62,3          |
| 2008                        | Elfriede Pfannkuche         | SPD         | 36,7          |
| 2008                        | Mario Müller                | CDU         | 28,3          |
| 2008                        | Freddy Arthur Kammer        | Independent | 34,9          |
| Participare la alegeri în % | Participare la alegeri în % | 63,2        | 63,2          |
| 2002                        | Elfriede Pfannkuche         | SPD         | 71,1          |
| Participare la alegeri în % | Participare la alegeri în % | 75,6        | 75,6          |
| 1996                        | Elfriede Pfannkuche         | SPD         | 67,8          |
| 1996                        | Jörg Scherbarth             | HWI         | 21,8          |
| 1996                        | Andreas Müth                | CDU         | 10,3          |
| Participare la alegeri în % | Participare la alegeri în % | 75,0        | 75,0          |

(1)Al doilea tur

## Obiective turistice

### Muzee
- Eisenkunstguss-Museum (Muzeu pentru turnarea a fontei; adresa: Nidderstraße 10, 63697 Hirzenhain)[6]

## Infrastructură
Prin Hirzenhain trece drumul național B 275 (Lauterbach - Bad Schwalbach) și drumurile landului L 3183 și L 3185.